# Milcza (przystanek kolejowy)
Milcza – przystanek kolejowy w Milczy, w województwie podkarpackim, w Polsce, na linii Stróże – Krościenko. Znajduje się tu 1 peron. Stacja jest obsługiwana wyłącznie przez pociągi Regio spółki Polregio.

## Ruch pasażerski
| Rok  | Wymiana pasażerska na dobę |
| ---- | -------------------------- |
| 2017 | 0-9                        |
| 2022 | 0-9                        |

## Połączenia
- Jasło
- Zagórz